# Cramond
Isla de Cramond (Gaélico escocés Eilean Chathair Amain) es una de las islas que se encuentran en el Fiordo de Forth en la costa este de Escocia, cerca de Edimburgo. Como su nombre indica, está situada junto a Cramond. Tiene una longitud de 540 m, cubre una superficie de 7.7 ha y, actualmente, pertenece a Dalmeny.
Sensu stricto, no se trata de una isla sino de una isla mareal (en inglés tidal island), que se une a tierra firme cuando baja la marea. Un camino pavimentado permite cruzar a la isla cuando la marea está baja. En uno de los costados de este camino se halla, además, una hilera de pilones de hormigón construidos como defensa contra las bombas y torpedos de los submarinos alemanes durante la II Guerra Mundial, la cual constituye una de las vistas más impresionantes de la zona. Cuando la marea sube, la isla queda aislada de tierra y el camino de acceso se sumerge unos metros bajo el agua. Al estar situada la isla una distancia algo superior a un kilómetro y medio (una milla, aprox.), los visitantes deben de tener en cuenta el tiempo necesario para regresar ya que la velocidad a la que sube el agua puede dejar atrapados a los visitantes despistados. La isla forma parte del estuario del río Almond cuya desembocadura se sitúa junto al paso a la isla. La isla de Cramond es un área de recreo bastante popular en Edimburgo.

## Historia
Hay evidencia que sugiere que la isla pudo haber tenido un significado especial en la prehistoria para los pobladores de la costa del fiordo de Forth, como mostraría el hallazgo de al menos una cista y una piedra funeraria.
Por otro lado, en Cramond se ubicó un fuerte romano. Por ello es bastante plausible que la isla hubiera sido utilizada por ellos. Si bien la presencia de los romanos en Escocia no fue particularmente importante, lo cierto es que Cramond es uno de los yacimientos arqueológicos de esta época más ricos, junto con Trimontium cerca de Melrose.
A lo largo de la mayor parte de su historia, la isla de Cramond ha sido utilizada para el pastoreo, especialmente de ovino, y quizá ha servido también como puesto para la pesca. La isla también fue famosa por sus criaderos de ostras, actualmente desaparecidos debido a la sobreexplotación. En la parte noroeste de la isla hay unos restos de un espigón construido con pierda local que puede tener un origen medieval, mientras que hacia la parte central de la isla, medio escondida por un bosque, se encuentran las ruinas de una granja de piedra que aparece en un mapa de la Ordnance Survey de 1853, pero que podría ser considerablemente más antigua. Esta granja se mantuvo habitada hasta la década de 1930 y las ovejas se mantuvieron en la isla hasta la década de 1960.

### II Guerra Mundial
Con el estallido de la Segunda Guerra Mundial, la isla de Cramond, junto con otras islas en el Forth, fue fortificada para proteger las costas en el caso de que los barcos de guerra enemigos entraran en el canal. Algunos de estos edificios permanecen aún en pie y se pueden explorar. Inmediatamente tras cruzar el camino de acceso a la isla, las primeras estructuras que se ven son un nido para una ametralladora de 75mm y su faro asociado. En la parte noreste de la isla se encuentran más edificios que incluyen almacenes, refugios y nidos de ametralladora, así como dos salas de máquinas que contenían todo el equipo necesario para abastecer de electricidad a las instalaciones militares de la isla.
Continuando a través de la costa norte se encuentran formaciones de hormigón erosionado que sobresalen de la maleza, restos de los barracones que albergaron a la guarnición de la isla.
En la parte oeste hay un pequeño edificio de ladrillo de propósito desconocido y al lado, situado precariamente sobre la orilla rocosa, se encuentran las ruinas de un pequeño edificio cuadrado que fue utilizado como almacén de munición durante la guerra; aunque su construcción en piedra indica que es mucho más antiguo que cualquiera de las guerras mundiales y, muy probablemente, sea de la misma época que la granja que se encuentra en el centro de la isla.

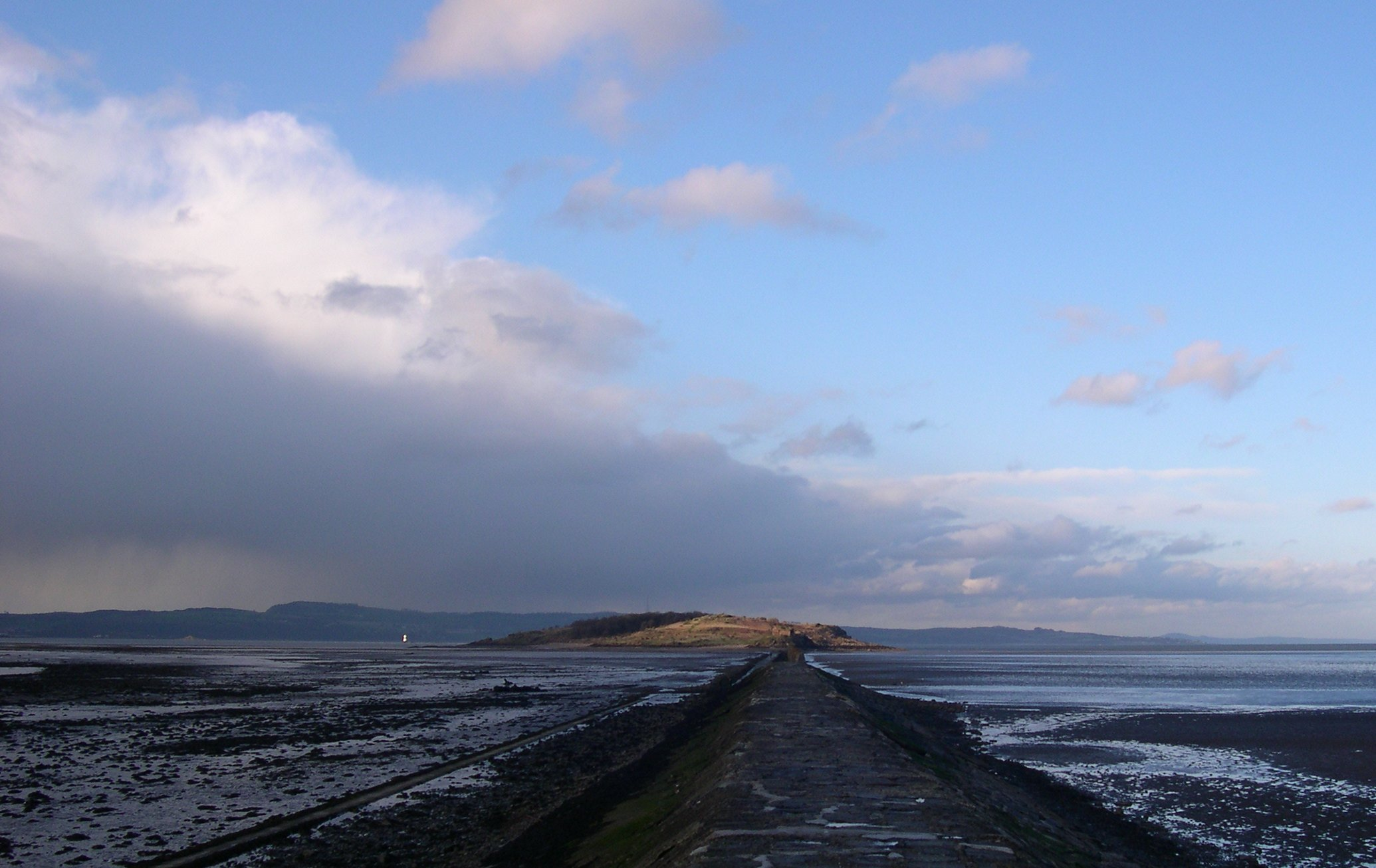
Isla de Cramond y el acceso a pie visto desde la orilla
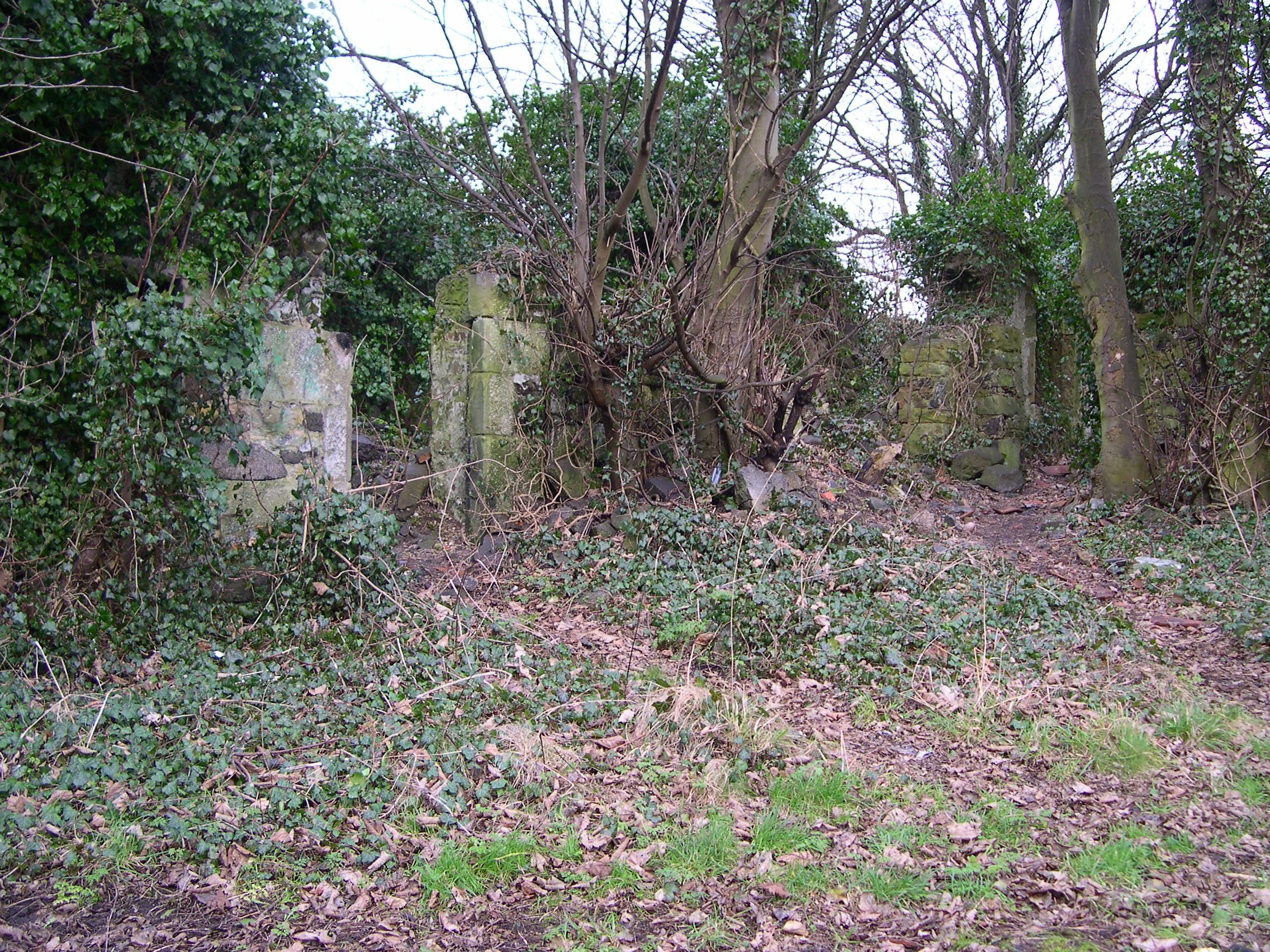
Granja en ruinas en la Isla de Cramond
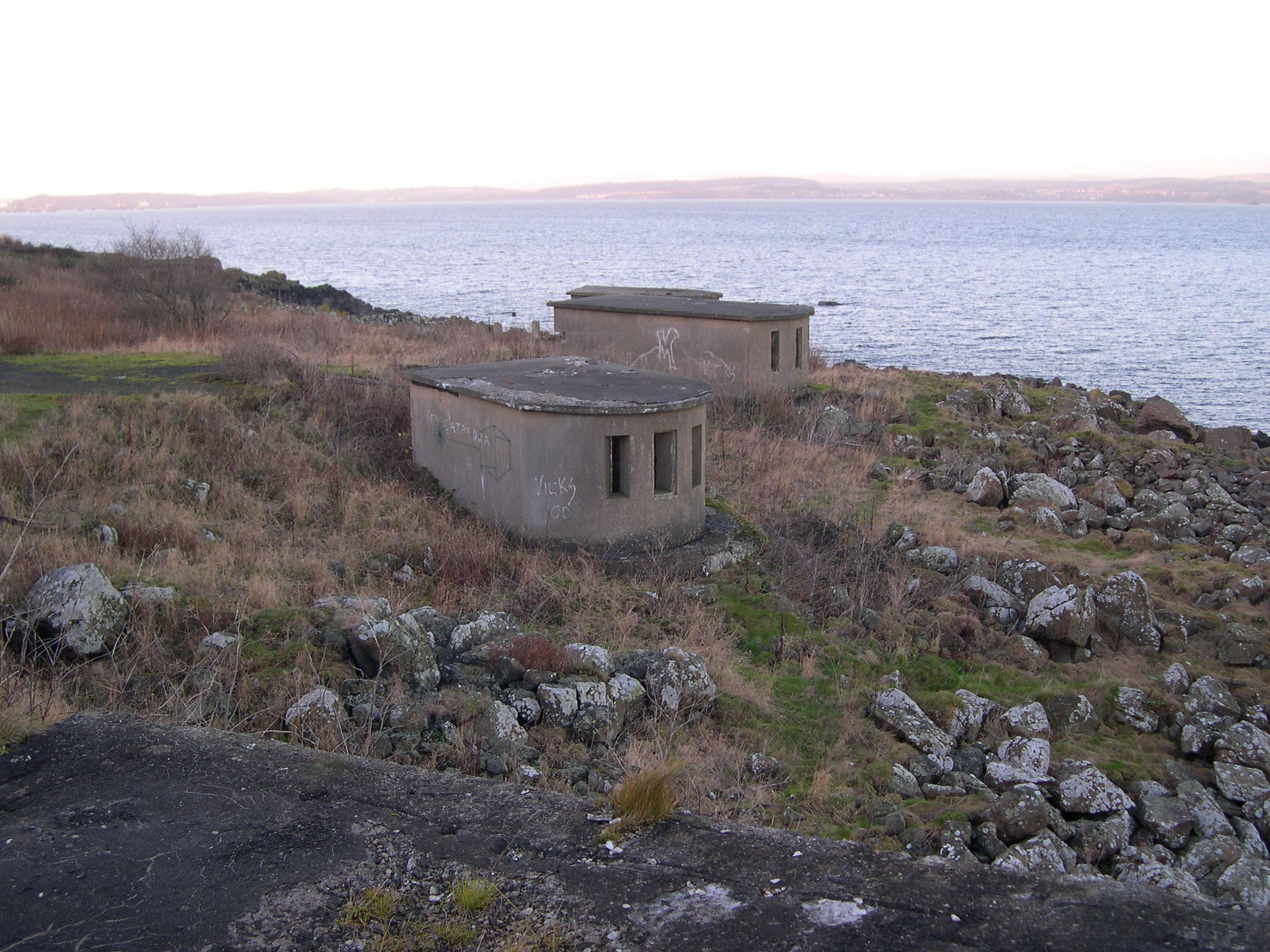
Fortificaciones de la Segunda Guerra Mundial en la isla de Cramond